# Czerwone Łąki
Czerwone Łąki – wieś w Polsce położona w województwie lubelskim, w powiecie opolskim, w gminie Karczmiska.
W okresie okupacji hitlerowskiej (1939-1944) wieś prawie uległa zagładzie, gdyż władze okupacyjne reprezentujące reżim III Rzeszy dokonały wywózki mieszkańców oraz rabunku majątku ruchomego.
W latach 1975–1998 miejscowość położona była w województwie lubelskim.
Do 2023 r. miejscowość nosiła nazwę Słotwiny-Czerwone Łąki i była częścią wsi Słotwiny.
Wierni Kościoła rzymskokatolickiego należą do parafii św. Wawrzyńca w Karczmiskach.